# Annika Mannström
Annika Elisabeth Mannström (nacida como Annika Elisabeth Lemström, Helsinki, 10 de julio de 1964) es una deportista finlandesa que compitió en vela en la clase 470. Su hermana Bettina también compitió en vela.
Ganó una medalla de plata en el Campeonato Mundial de 470 de 1986 y dos medallas en el Campeonato Europeo de 470, oro en 1987 y bronce en 1989. Participó en los Juegos Olímpicos de Seúl 1988, ocupando el quinto lugar en la clase 470.

## Palmarés internacional
| \| Campeonato Mundial \| Campeonato Mundial \| Campeonato Mundial \| Campeonato Mundial \| \| Año \| Lugar \| Medalla \| Clase \| \| ------------------ \| ---------------------- \| ------------------ \| ------------------ \| \| 1986 \| Salou (España) \| Medalla de plata \| 470 \| \| Campeonato Europeo \| \| \| \| \| Año \| Lugar \| Medalla \| Clase \| \| 1987 \| Lysekil (Suecia) \| Medalla de oro \| 470 \| \| 1989 \| Balatonfüred (Hungría) \| Medalla de bronce \| 470 \| |                        |                   |       |
| Campeonato Mundial |                        |                   |       |
| Año | Lugar                  | Medalla           | Clase |
| 1986 | Salou (España)         | Medalla de plata  | 470   |
| Campeonato Europeo |                        |                   |       |
| Año | Lugar                  | Medalla           | Clase |
| 1987 | Lysekil (Suecia)       | Medalla de oro    | 470   |
| 1989 | Balatonfüred (Hungría) | Medalla de bronce | 470   |